# سالواتوره پوچو
سالواتوره پوچو (ایتالیایی: Salvatore Puccio؛ زادهٔ ۳۱ اوت ۱۹۸۹) دوچرخه‌سوار اهل ایتالیا است.
از باشگاه‌هایی که در آن رکاب زده‌است می‌توان به تیم اسکای اشاره کرد.